# محمد جعفری اراکی
محمد جعفری اراکی (زادهٔ ۱۳۱۰ – درگذشتهٔ ۷ مهر ١۴٠٣) در اراک متولد شد. دوران دبستان را در مدارس آن زمان گذراند و در سال ۱۳۲۱ در سن یازده سالگی، تحصیلات حوزوی خویش را در مدرسه حاج محمد ابراهیم اراک آغاز نمود. پس از چهار سال در سال ۱۳۲۵ شمسی و در آغاز ورود سید حسین بروجردی، برای ادامه تحصیلات خود به حوزه علمیه قم رفت و در مدرسه فیضیه، به همراه مرتضی مطهری و حسینعلی منتظری و تعدادی دیگر از علمای حوزه، به تحصیل پرداخت و چند سالی در مدرسه حجتیه ساکن و مشغول به تحصیل می شود.

## سفر به حوزه علمیه نجف
او پس از سپری کردن هفت سال در قم، تصمیم گرفت به حوزه نجف برود.
او در شب اول صفر سال ۱۳۷۲ هجری برابر با سال ۱۳۳۱ شمسی، به نجف رفت و طول مدت اقامتش در آنجا سی و پنج سال ادامه یافت.
جعفری اراکی به همراه سید مهدی مرعشی و حسن صافی اصفهانی، شرایط اقامه نماز جماعت ظهرها را برای سید روح الله خمینی در مسجد شیخ انصاری نجف اشرف به وجود آوردند.

## اساتید
- میرزا باقر زنجانی (دوره خارج اصول)
- حسین حلی، شاگرد برجسته حوزه درسی میرزای نایینی (دوره خارج فقه)
- میرزا حسن یزدی (دوره درس خارج فقه)
- میرزا عبدالهادی شیرازی (دوره درس خارج فقه)
- سید ابوالقاسم خویی (دوره های درس خارج فقه و اصول)
- سید روح الله خمینی (چهارده سال از حوزه درس خارج فقه (مکاسب) خمینی که در مسجد شیخ انصاری نجف برگزار می‌گردید، استفاده کرد.)
- سید جمال الدین گلپایگانی در زمینه سلوک و عرفان بهره گرفته، در ایام حضور در نجف با او مراوده داشته و تا هنگام مرگ او، از کلاسهای درس وی استفاده نمود.

## مراجعت به ایران
محمد جعفری اراکی پس از سپری کردن بیش از سه دهه در حوزه نجف و کسب اجازه اجتهاد، سرانجام بر اثر فشار دولت بعث عراق، در آذرماه سال ۱۳۶۵ و پس از ۳۴ سال کسب علم، عراق و حوزه نجف را به سوی ایران ترک نمود.

## اشتغالات علمی
با اصرار بعضی از علمای تهران، در تهران اقامت کرد و در آغاز، حوزه درس خارج خویش را از مدرسه عالی شهید مطهری (سپهسالار) شروع کرد. 
سپس او مسوولیت تدریس در حوزه علمیه مدرسه مشهور و کهن خان مروی واقع در ناصر خسرو را از سوی خمینی عهده دار شد. 
محمد جعفری اراکی، بیش از سه دهه است که در درس و بحث خارج فقه و اصول در حوزه علمیه مدرسه مروی تهران، فعال است و شاگردان فراوانی از محفل درسی او استفاده می‌کنند.